# 圣尼古拉德拉塔耶
圣尼古拉德拉塔耶（法語：Saint-Nicolas-de-la-Taille，法語發音：[sɛ̃ nikɔla də la taj]）是法国滨海塞纳省的一个市镇，属于勒阿弗尔区。

## 地理
圣尼古拉德拉塔耶（49°30'40"N, 0°28'26"E）面积9.25 平方千米，位于法国诺曼底大区滨海塞纳省，该省份为法国北部沿海省份，其西部及北部濒大西洋英吉利海峡，东起顺时针与索姆省、瓦兹省、厄尔省和卡爾瓦多斯省接壤。
与圣尼古拉德拉塔耶接壤的市镇（或旧市镇、城区）包括：拉塞尔朗格、梅拉马尔、圣安托万拉福雷、圣让德福勒维尔、唐卡维尔。
圣尼古拉德拉塔耶的时区为UTC+01:00、UTC+02:00（夏令时）。

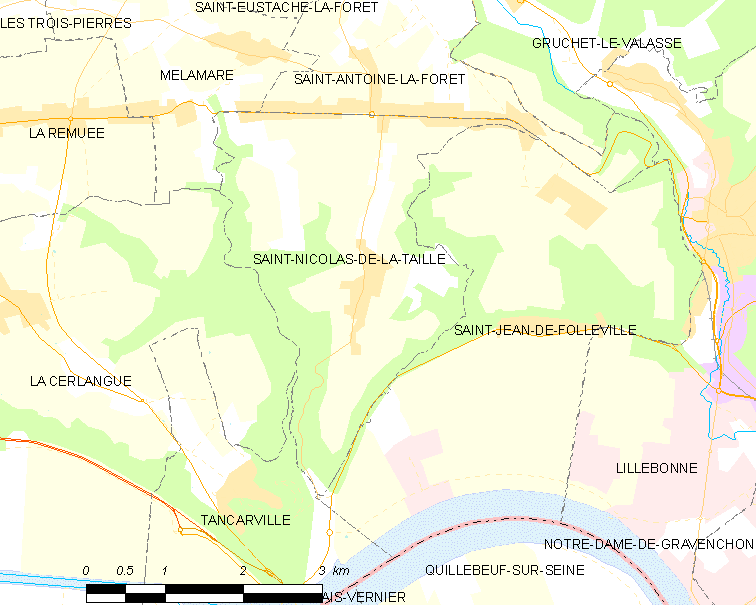
圣尼古拉德拉塔耶的OSM定位图

## 行政
圣尼古拉德拉塔耶的邮政编码为76170，INSEE市镇编码为76627。

## 政治
圣尼古拉德拉塔耶所属的省级选区为博尔贝克县。

## 人口

1962-2008年间圣尼古拉德拉塔耶人口变化图示

圣尼古拉德拉塔耶于2022年1月1日时的人口数量为1634人。